# خافيير فيلازكيز
خافيير فيلازكيز (بالإسبانية: Javier Velázquez)‏ هو لاعب كرة قدم أرجنتيني في مركز الهجوم، ولد في 3 فبراير 1984 في مدينة زاراتي، بوينس آيرس في الأرجنتين. لعب مع Defensores Unidos ‏.

## وصلات خارجية
- خافيير فيلازكيز على موقع قاعدة بيانات كرة القدم.إي يو (الإنجليزية)
- خافيير فيلازكيز على موقع Soccerway.com (الإنجليزية)